# Lury-sur-Arnon
Lury-sur-Arnon – miejscowość i gmina we Francji, w Regionie Centralnym, w departamencie Cher, położona nad rzeką Arnon.
Według danych na rok 1990 gminę zamieszkiwały 644 osoby, a gęstość zaludnienia wynosiła 47 osób/km² (wśród 1842 gmin Regionu Centralnego Lury-sur-Arnon plasuje się na 577. miejscu pod względem liczby ludności, natomiast pod względem powierzchni na miejscu 956.).